# Komunistyczna Partia Wietnamu
Komunistyczna Partia Wietnamu (wiet. Đảng Cộng sản Việt Nam) – rządząca partia polityczna w Wietnamie, deklarująca jako swoją podstawę ideologiczną marksizm-leninizm. 

## Historia

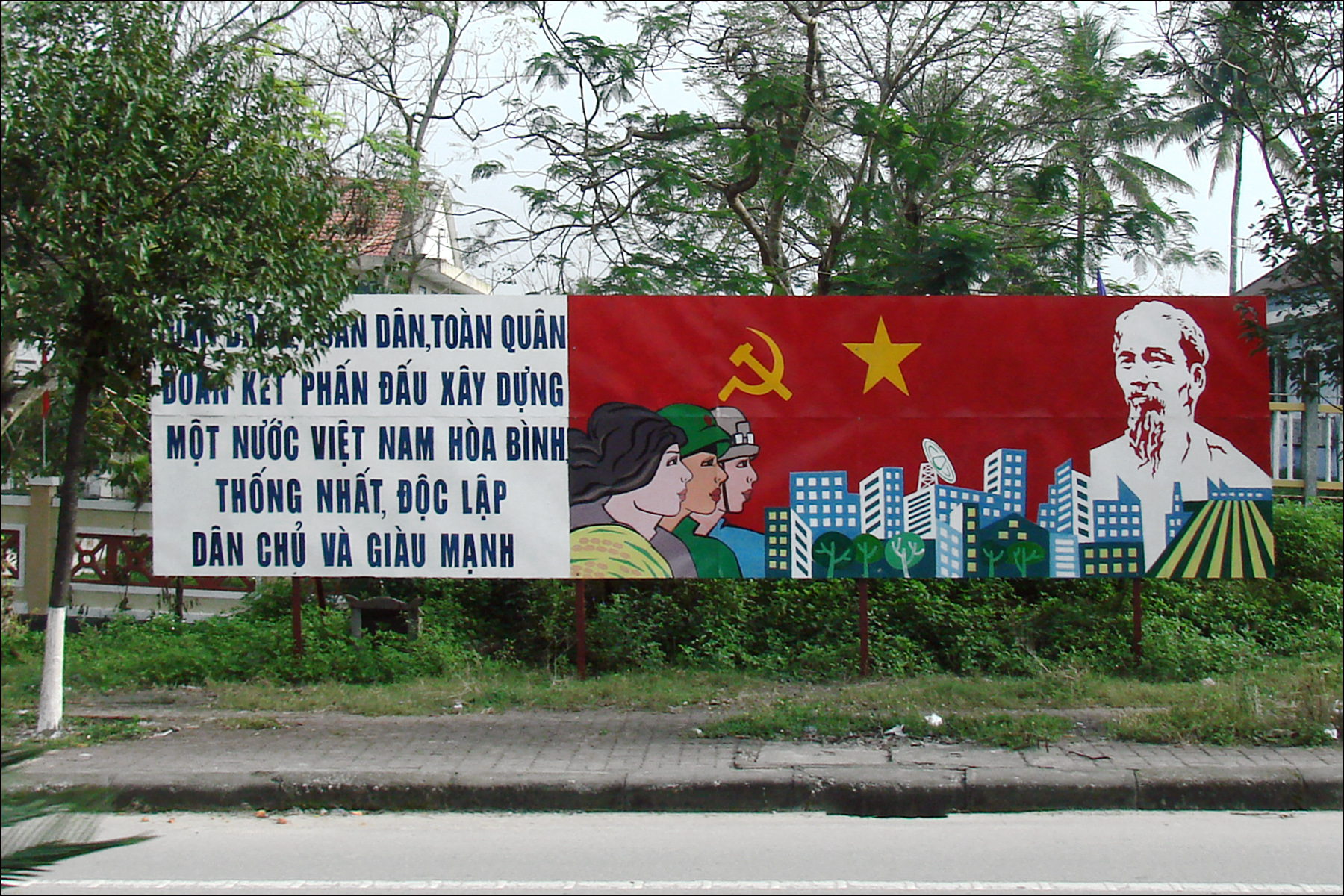
Plakat Komunistycznej Partii Wietnamu w Huế

Komunistyczna Partia Wietnamu powstała po rozpadzie Komunistycznej Partii Indochin, i przez okres do zjednoczenia kraju nazywała się Partią Pracujących Wietnamu (wiet. Đảng lao động Việt Nam, w skrócie Lao động). Założycielem tej partii był Hồ Chí Minh, prezydent Demokratycznej Republiki Wietnamu oraz wieloletni działacz na rzecz indochińskiego ruchu komunistycznego.
Komunistyczna Partia Wietnamu przez cały czas swego istnienia zachowywała (w przeciwieństwie do sąsiedniej Komunistycznej Partii Chin) bardzo dobre stosunki z Komunistyczną Partią Związku Radzieckiego, co zaowocowało sojuszem Wietnamu i ZSRR.
Naczelną władzą Komunistycznej Partii Wietnamu (zgodnie z jej statutem) są jej zjazdy, a pomiędzy nimi jest nią jej Komitet Centralny. Pracami KC kierują sekretarz generalny KC wraz z Biurem Politycznym i Sekretariatem KC.

## Współpraca z innymi partiami politycznymi
Komunistyczna Partia Wietnamu obecnie utrzymuje stosunki z ponad setką partii komunistycznych i robotniczych z całego świata. Najbliższe relacje łączą ją z Kambodżańską Partią Ludową, Komunistyczną Partią Chin, Komunistyczną Partią Kuby i Partią Pracy Korei.
Partia wysyłała swoje delegacje na zjazdy m.in. Komunistycznej Partii Federacji Rosyjskiej, Partii Komunistów Włoskich, Komunistycznej Partii Indii, Komunistycznej Partii Indii (Marksistowskiej), Komunistycznej Partii Grecji, Komunistycznej Partii Danii i Komunistycznej Partii Brazylii. Prowadzi również współpracę z lewicowymi organizacjami z Ameryki Łacińskiej, w czerwcu 2016 delegacja wietnamskich komunistów wzięła udział w Forum São Paulo.